# 제천여성도서관
제천여성도서관(堤川女性圖書館)은 대한민국 충청북도 제천시에 있는 시립도서관이다.

## 연혁
- 1992년 12월 26일 여성도서관 착공
- 1993년 10월 21일 여성도서관 준공
- 1993년 12월 21일 제천시립도서관(본관)설치조례 제정(조례 제866호)
- 1993년 12월 27일 시립도서관 본관공사 착공(장락동 산50-4)
- 1993년 12월 30일 시립도서관관리운영조례 제정(조례 제870호)
- 1994년 4월 21일 여성도서관 개관
- 2007년 8월 27일 여성도서관 리모델링 착공
- 2007년 12월 24일 여성도서관 리모델링 재개관